# Daniel van Papenbroeck
Daniel van Papenbroeck (ou Daniel Papebroch), né le 17 mars 1628  à Anvers et mort le 28 juin 1714, est un prêtre jésuite érudit et hagiographe originaire des Pays-Bas méridionaux.

## Biographie
Daniel van Papenbroeck fait partie des hagiographes qui ont travaillé aux Acta Sanctorum des bollandistes.
Dans Sur le discernement du faux et du vrai dans les vieux parchemins (1675), il propose une méthode très critique d’analyse des vieux documents. Il met ainsi systématiquement en doute l’authenticité des chartes royales conservées à l'abbaye de Saint-Denis. Jean Mabillon lui a répondu par son traité, De re diplomatica, proposant une approche méthodologique qui fera référence.
Comme Papenbroeck avait mis en doute la croyance selon laquelle le prophète Élie, ermite au Mont Carmel, était fondateur de l'Ordre religieux de ce nom le père carme Louis de Sainte-Thérèse écrivit plusieurs traités pour défendre le principe de l'antiquité de son Ordre. Jusqu'à ce que le pape Innocent XII demande aux Carmes et aux Bollandistes de mettre un terme à la querelle qui les opposait.